# Rinaldo Orsini (condottiere)
Pour les articles homonymes, voir Rinaldo Orsini.
Rinaldo Orsini (1402-1450) est un condottiere italien, membre de la famille Orsini.

## Biographie
En 1426, il prend les armes pour défendre le pape contre la famille Colonna. En 1442, il est recruté par la république de Sienne, et, en 1445 il est fait seigneur de Piombino et de l'Isola d'Elba à la suite de son mariage avec Caterina Appiani. 
En 1447, attaqué par Alphonse V d'Aragon, roi de Naples, il défend sa principauté avec l'aide des armées florentines. À l'issue des combats, il est nommé capitaine des armées de la république de Florence et, en 1450, il affronte à nouveau les troupes d'Alphonse V qui assiégeaient Castiglione della Pescaia, mais sans effet sur le siège.
Il meurt en 1450 de la peste.